# Зубарик грубоклубий
Зубарик грубоклубий (Merodon crassifemoris) — вид комах з родини Syrphidae. 

## Морфологічні ознаки
Великі, доволі волохаті коренасті мухи із смугастим черевцем; задні стегна сильно потовщені та вигнуті, з апіковентральним зубчиком. Добре відрізняється від близьких видів роду поєднанням забарвлення переважно буро-зеленуватих тонів, сильно потовщених стегон та чітко вираженого кіля IV стерніта черевця.

## Поширення
В України зустрічається тільки в Криму: півострів Тарханкут, Карадазький ПЗ, Феодосія (типове місцезнаходження виду). Поза Кримом відомий в Росії з Поволжя, а також у Туреччині, Франції та країнах Балканського півострова.

## Особливості біології
Біотопи/яруси перебування: в Криму відомий тільки з двох біотопів — степових ділянок (півострів Тарханкут) і остепнених осипів, узлісь балочних лісків з переважанням дуба, ясена і фісташки (г. Кара-Даг). Характер живлення: можливо, схожий на такий M. femoratoides. Біологія розмноження: ймовірно, така ж, як у M. femoratoides.

## Загрози та охорона
Мешкає на територіях Карадазького ПЗ, а також проектованого Тарханкутського ПЗ. Необхідні заходи охорони, такі ж, що й у Merodon femoratoides.